# Vitt hål
Ett vitt hål är i den allmänna relativitetsteorin en hypotetisk region i rumtiden som inte kan nås från utsidan, även om materia och ljus kan undkomma det. I denna mening är det motsatsen till ett svart hål, som bara kan nås från utsidan, och från vilket ingenting (inklusive ljus) kan undkomma. Vita hål uppträder i teorin om eviga svarta hål. Härjämte har en svart hål-region i framtiden en vitt hål-region i sitt förflutna, som en lösning till Einsteins fältekvationer. Emellertid finns inte denna region för svarta hål som har bildats genom gravitationskollaps, och det finns inte heller några kända fysikaliska processer genom vilka ett vitt hål kan bildas. Inget vitt hål har någonsin observerats. Enligt termodynamikens lagar kan nettoentropi i universum antingen öka eller vara konstant. Vita hål bryter mot denna lag, eftersom de tenderar att minska entropin.
Liksom svarta hål har vita hål egenskaper som massa, laddning och rörelsemängdsmoment. De drar materia till sig liksom all annan massa, men föremål som faller in mot ett vitt hål skulle aldrig nå det vita hålets antihorisont (även i fallet med den maximalt förlängda Schwarzschildlösningen, som diskuteras nedan, blir ett vitt håls antihorisont i dåtiden ett svart håls händelsehorisont i framtiden, så något föremål som faller in mot den kommer så småningom att nå det svarta hålets horisont). Antag ett gravitationsfält, utan en yta. Tyngdaccelerationen är störst på ytan av någon kropp, vilken som helst. Då svarta hål saknar en yta, ökar tyngdaccelerationen exponentiellt, men når aldrig ett värde då det inte finns någon ansedd yta i en singularitet.
Inom kvantmekaniken avger det svarta hålet Hawkingstrålning och därmed kan uppnå termisk jämvikt med strålningsgas. Eftersom ett tillstånd av termisk jämvikt är tidsomvändelseinvariant hävdade Stephen Hawking att tidsomvändelsen av ett svart hål i termisk jämvikt återigen är ett svart hål i termisk jämvikt. Detta kan innebära att svarta hål och vita hål är samma objekt. Hawkingstrålning från ett vanligt svart hål kan sedan identifieras med vita håls emission. Hawkings semiklassiska argument återges i ett kvantmekaniskt tråd beträffande AdS/CFT-dualitet, där ett svart hål i ett anti-de Sitter-rum beskrivs av en termisk gas i en gaugeteori, vars tidsomvändelse är densamma som sig själv.

## Upphov

Diagram över rumtidens struktur för ett maximalt förlängt svart hål. Den horisontella riktningen är rum och den vertikala riktningen tid.

Möjligheten att det finns vita hål lades fram av Igor Dmitriyevich Novikov år 1964. Vita hål förutsägs vara en del av en lösning till Einsteins fältekvationer känd som den maximalt förlängda versionen av Schwarzschildmetriken, som beskriver ett evigt svart hål utan laddning och rotation. Här hänvisar "maximalt förlängd" till idén om att rumtiden inte skall ha några "kanter". En fritt fallande partikels bana (som följer en geodet) i rumtiden bör vara möjlig att följa godtyckligt långt in i partikelns framtid, om inte banan träffar en gravitationell singularitet lik den vid mitten av det svarta hålets inre. För att uppfylla detta krav visar det sig att det – förutom det svarta hålets inre region vilket partiklar kommer in i när de faller genom händelsehorisonten från utsidan – måste finnas en separat inre region till ett vitt hål som tillåter extrapolering av partikelbanor som en extern observatör ser som uppstigande från händelsehorisonten. För en extern observatör – som använder Schwarzschildkoordinater – tar infallande partiklar en oändlig tid att nå det svarta hålets horisont oändligt långt in i framtiden, medan utgående partiklar som passerar observatören har färdats utåt i en oändlig tid sedan passagen av det vita hålets antihorisont oändligt långt tillbaks i dåtiden (emellertid upplever partiklarna eller andra objekt bara en ändlig egentid mellan horisontpassagen och passagen av den externa observatören). Det svarta och vita hålet förefaller "evigt" ur en extern observatörs perspektiv, i den meningen att partiklar som färdas utåt från det vita hålets inre region kan passera observatören när som helst, och att partiklar som reser inåt så småningom kommer att nå det svarta hålets inre region, också kan passera observatören när som helst.
Precis som att det finns två separata inre regioner i maximalt förlängd rumtid, finns det också två separata yttre regioner, som ibland kallas två olika "universum", där det andra universumet möjliggör extrapolering av några möjliga partikelbanor i de två inre regionerna. Detta innebär att det svarta hålets inre region kan innehålla en blandning av partiklar som föll in från endera universum (och därmed skulle en observatör som föll in från ett universum kunna se ljuset som föll in från det andra), och likaså kan partiklar från det vita hålets inre region "fly till" endera universum. Samtliga fyra regioner kan ses i ett rumtidsdiagram som använder Kruskal–Szekeres koordinater (se bild).
I denna rumtid är det möjligt att uppkomma med koordinatsystem sådana att om hyperyta av konstant tid (en mängd punkter som alla har samma tidskoordinater, sådant att varje punkt på ytan har en rymdliknande separation, vilket resulterar i vad som kallas en 'rymdliknande yta') väljs och ett "inbäddat diagram" som visar krökningen på den tidskoordinaten ritas, kommer det inbäddade diagrammet att se ut som en tub som förbinder de två yttre regionerna, känd som en "Einstein–Rosen-brygga" eller Schwarzschildmaskhål. Beroende på var den rymdliknande hyperytan väljs kan Einstein–Rosen-bryggan antingen ansluta två händelsehorisonter till svarta hål i varje universum (vars punkter i bryggans inre är en del av det svarta hålet rumtidsregion), eller två vita håls antihorisonter i varje universum (vars punkter i bryggans inre är en del av det vita hålet region). Det är omöjligt att använda bryggan till att gå över från ett universum till det andra, likväl som det är omöjligt att passera ett vitt håls antihorisont från utsidan, och alla som kommer innanför ett svart håls händelsehorisont från endera universum kommer oundvikligen träffa det svarta hålets singularitet.
Notera att maximalt förlängd Schwarzschildmetrik beskriver ett idealiserat svart hål/vitt hål som existerar evigt ur externa observatörers perspektiv; ett mer realistiskt svart hål som bildas vid någon tidpunkt från en stjärnkollaps skulle kräva en annan metrik. När infallande stellär materia adderas till ett diagram över ett svart håls historia, avlägsnar det delen av diagrammet som motsvarar det vita hålets inre region. Eftersom ekvationer i den allmänna relativitetsteorin är tidsreversibla (de uppvisar T-symmetri), måste den allmänna relativitetsteorin också tillåta tidsomvändelse av den här typen av "realistiska" svarta hål som bildas från kollapsad materia. Fallet med tidsomvändelsen skulle vara ett vitt hål som har existerat sedan början av universum, och som avger materia tills det slutligen "exploderar" och försvinner. Trots att sådana föremål är teoretiskt tillåtna, tas de inte på lika stort allvar som svarta hål av fysiker, eftersom det inte finns några processer som naturligt skulle leda till deras bildning – de kan bara existera om de byggdes in i de ursprungliga villkoren för Big Bang. Dessutom är det förutsagt att ett sådant vitt hål skulle vara mycket instabilt i den meningen att om någon liten mängd materia föll mot antihorisonten från utsidan, skulle detta hindra vita hålets explosion som sett av avlägsna observatörer, och materian emitterad från singulariteten skulle aldrig kunna undkomma det vita hålets gravitationella radie.

## Spekulationer 1980–nutid
En bild av svarta hål som först föreslogs i slutet av 1980-talet kan tolkas som att kasta lite ljus över klassiska vita håls natur. Vissa forskare har föreslagit att en stor smäll (Big Bang) kan inträffa vid kärnan när ett svart hål formas, vilket skulle skapa ett nytt universum som expanderar utanför moderuniversumet. Se även Fruktsamt universum.
Einstein–Cartan–Sciama–Kibble-gravitationsteorin utvidgar den allmänna relativitetsteorin genom att avlägsna en begränsning av den affina förbindelsens symmetri och behandla dess antisymmetriska del, torsionstensorn som en dynamisk variabel. Torsionen representerar på ett naturligt sätt materians kvantmekaniska, inneboende rörelsemängdsmoment (spinn).
Enligt den allmänna relativitetsteorin bildar gravitationskollaps av tillräckligt kompakt massa ett singulärt svart hål. I Einstein–Cartans teori genererar den minimala kopplingen mellan torsion och Diracspinorer en repulsiv spinn–spinn-interaktion som är signifikant i fermionisk materia vid extremt höga densiteter. En sådan interaktion förhindrar bildandet av en gravitationell singularitet. Istället når den kollapsande materian på andra sidan horisonten en enorm men ändlig täthet och "studsar tillbaka", och bildar en reguljär Einstein–Rosen-brygga. Den andra sidan bryggan blir ett nytt, växande universum. För observatörer i det nya universumet förefaller moderuniversumet att vara det enda vita hålet. Följaktligen är det observerbara universum Einstein–Rosen-bryggans inre av ett svart hål existerande som ett av eventuellt många i ett större universum. Big Bang var en icke-singulär Big Bounce där det observerbara universum hade en ändlig, minimal skalfaktor.
En artikel från år 2011 hävdar att Big Bang i sig är ett vitt hål. Där föreslås det vidare att uppkomsten av ett vitt hål, som fick namnet en "Small Bang", är spontan – all materia är utkastad på en enda puls. Till skillnad från svarta hål kan vita hål inte observeras kontinuerligt – snarare kan deras effekter endast detekteras omkring själva händelsen. Artikeln föreslog även att en ny grupp av gammablixtar kan identifieras med vita hål. Idén om en Big Bang producerad av en vitt hål-explosion har på senaste tiden utforskas inom ramen för ett femdimensionellt vakuum av Madriz Aguilar, Moreno och Bellini.
I boken Vita hål utgiven på Fri Tanke 2024 (översättning av Pär Svensson) avhandlar den italienske fysikern Carlo Rovelli fenomenet. Författaren analyserar med hjälp av figurer och teoretiska resonemang möjligheten av att det existerar vita hål, samtidigt som han med Dante Alighieri som följeslagare begrundar livets stora frågor.

## Inom fiktion
Det här avsnittet är helt eller delvis baserat på material från  engelskspråkiga Wikipedia, Wormholes_in_fiction#White_holes_in_fiction, 8 augusti 2017.
Inom fiktion anses ibland vita hål vara en utgång för materia som faller igenom svarta håls händelsehorisonter. På detta sätt kan de fungera på liknande sätt som maskhål.

### Inom skriftlig fiktion
- I Douglas Adams’ trilogi Liftarens guide till galaxen finns det en hel planet som används för att hysa en ras av utomjordingar som skapade skräddarsydda världar med hjälp materia som hade utkastats från vita hål (maskhål vad de än må vara).
- I The Urth of the New Sun av Gene Wolfe blir Severian länkad (uppenbarligen av någon form av kvantmekanisk sammanflätning) med ett vitt hål (kallat vit fontän) som flyttar till och föryngrar Urths döende sol.
- I romanen The Children Star av Joan Slonczewski (serialiserad i Analog Science Fiction and Fact år 1998) avser ett bolag att använda ett vitt hål för att förbränna det befintliga livet på en planet, så att de kan då terraformera planeten för mänskliga kolonister.
- I Marvels fiktiva universum är karaktären Carol Danvers kopplad till ett vitt hål, blivande superhjältinnan som heter Binary.[17]

### Inom television- och filmfiktion
- I Det svarta hålet, en film från år 1979, sugs rymdfarkosten – som bär huvudpersonerna – in i ett svart hål och utkastas sedan från ett vitt hål i en annan del av universum.
- I episoden "The Taking of Grayskull" i Masters of the Universe använder Skeletor ett vitt hål för att transportera Castle Grayskull till en alternativ dimension där han har tillgång till slottets hemligheter, och Sorceress är oförmögen att stoppa honom eftersom hennes krafter arbetar omvänt. He-Man kan skicka Castle Grayskull tillbaka genom det vita hålet till sin rätta plats på Eternia. När Castle Grayskull är tillbaka i sitt rätta läge, försvinner det vita hålet.
- I science fiction–komedi-serien Red Dwarf finns det en episod som heter "White Hole" vilken involverar ett vitt hål i handlingen. Besättningen har två problem i sina händer. Skeppets dator, Holly, vars intelligens exponentiellt ökar kostnaden för sin livslängd, lämnar henne bara några minuter innan utlöpningen, och det vita hålet i närheten förvränger tid och rum. Lösningen på båda problemen, som slutar med tidåtergång till före Hollys förbättring, var att blockera det vita hålet med en närliggande planet, vilket Lister likställer genom att spela en omgång interstellär pool.